# OK (表現)
OK（okay, [ˌəʊˈkeɪ], オーケー）は、賛成・同意・承認や好調（approved, all right, favorable）・正しい（correct）を表す英語の単語。O.K. とも表記される。英語圏でだけでなく、日本語を含めた様々な言語で用いられている。

## 概要
歴史上、OK が最初に現れたのは1839年のボストンの新聞で、oll korrect（all correct の表記ゆれ）の略語として現れた。OK は新しい単語であるにもかかわらず、急速に広まったため、その語源については様々な伝説がある。歴史的な文献によった理論ではなく、伝説や冗談が真面目な理論に影響を与えていることもある。
19世紀以来この単語は世界中に広まり、1860年にはイギリスで okay という綴りが現れた。20世紀になると英語話者には日常的に使われるようになり、非英語圏でも使われるようになった。
口語としてokie-dokie（okey-dokey, okey-doke, オキドキ）があるが、意味はOKと同じで dokey（doke）の部分は特に意味なく添えられたものである。

## 語源
アレン・ウォーカー・リードは、1963年から1964年にかけて「アメリカン・スピーチ」誌の6つの論文で略語「O.K.」の初期の歴史について決定的な研究を発表した。リードはこの語の合衆国における広まりと進化を新聞などの文書で追跡し、後に世界への広まりについても調べた。また、この語をめぐる議論や語源についての民間伝承の歴史についても書き残している。
最初に O.K. が印刷された例は、1839年のボストンの新聞「ボストン・モーニング・ポスト」である。一時的な流行語として略語やイニシャルが使われることがあるが、初期の O.K. もそうしたものである。当時の流行語としての略語には、G.T.T.（gone to Texas）や K.Y.（know yuse = no use）がある。こうした流行語は新聞に載るようになる前には、会話や非公式な文書で長らく使われていたものであろう。O.K. は all correct の綴り間違いとされ、最初の数年間はそうした注釈付きで印刷された（すなわち、数年で注釈が不要な程度まで普及した）。注釈には Oll Korrect や Ole Kurreck のような乱れた綴りの変種もある。誤字による言葉遊びは新しい略語とともに、アメリカの流行となった。初期の段階では、O.K. は流行の略語としてボストンからほかの都市に広まった。
O.K. の広まりの第2段階は1840年の合衆国大統領選挙で、これによって O.K. は長続きすることになった。大統領候補マーティン・ヴァン・ビューレンを支持する民主党支持者は、Oll Korrect をヴァン・ビューレンのあだ名である Old Kinderhook にかけた（ヴァン・ビューレンはニューヨークのキンダーフックの生まれ）。これに対してホイッグ党の反対者は、O.K. は、ビューレンの政治上の師でもあるアンドリュー・ジャクソンが綴りを間違えて Oll Korrect と書いたのが起源だとした。この選挙によって O.K. は有名になり、略語の起源をジャクソンのせいにする民間伝承が生まれた。
O.K. はその後の20年間に合衆国中に広まり、おそらく1848年にはジャマイカに到達した。南北戦争によってこの語の使用は強固なものとなり、合衆国の話者にとって一般的な語となっただけでなく、さらに広がるようになった。19世紀後半にはイギリスなど多くの国に広まった。イギリスでは O.K. は不適切なアメリカ英語と見なされたが、第一次、第二次世界大戦間には広く認められるようになった。

### 民間語源
オーケーは言葉遊びから始まったため、当初から民間語源や語源についての冗談を生むことになった。次第に言葉遊びにも1840年の大統領選挙にも関係のない民間語源が現れ出した。1859年にテネシー州の歴史家は、アンドリュー・ジャクソンが1790年に手紙に書いた O.R. を O.K. と勘違いしたことが始まりと主張した。1941年に写真の解析によって誤りが証明されるまで、起源をジャクソンに帰す理論が支配的であった。
アレン・ウォーカー・リードによれば、1885年にアラバマ大学の英語学教授はオーケーの起源をチョクトー語の okeh（「そうである」の意）としたとされる。この理論はウッドロウ・ウィルソン大統領に支持された。リードの博識にかかわらず、この話は歴史的な記録に欠けている。しかしながら、アメリカ先住民の研究者の間では、この理論はいまだに人気がある。
第二次世界大戦における zero killed がオーケーの語源になったという伝承もある。この語は戦闘で部隊に被害がなかったときに使われるもので、縮まって 0K になったとされる。OK は大戦の百年前から使われているので、これは時代を間違えすぎである。同様に南北戦争における zero killed が語源になったという伝承もあるが、やはり時代を間違えている。
企業における品質管理システムが語源であるとする伝承もある。O.K. というイニシャルの検査係が最終確認をしたためというものである。この話には、その会社とはフォード・モーターであるとか、その検査係の名前は Omar Kulemsky であるとかのバージョンもある。
その他、1830年代に don't know を D.K. と省略することが流行したことによるものとする説や、ハイチの港・レカイ（ハイチ語: okay）で良質のラム酒が輸出されていたことに由来して船員たちが「よし」「賛成」の意味で使用したなどの説がある。

## 世界での使われ方

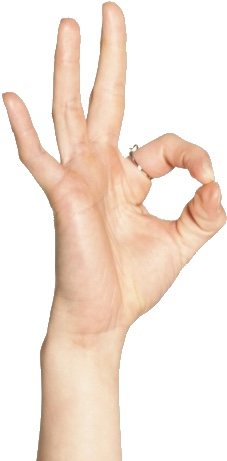
OKサイン

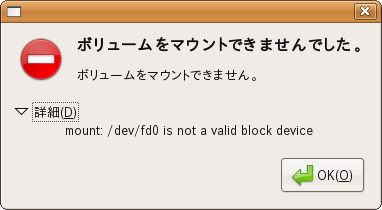
日本語を含む複数の言語においても、パソコンのダイアログボックスなどでは「OK」の表記が用いられる。（Ubuntu）

OKは英語圏以外でも広く使われている。ヨーロッパではどこでもこの単語は使われ、理解される。ブラジルとメキシコでも OK はよく使われ、英語と同じように発音される。ポルトガルでも英語と同じように発音されるが、オーカイのように聞こえる。
日本では1930年に河原喜久恵の歌謡曲「ザッツ・オーケー」（作詞：多蛾谷素一、作曲：奥山貞吉。映画『いゝのね誓ってね』主題歌）がヒットし、歌詞の「OK」という言葉が流行語になったことで一般に浸透した。この曲が流行する以前は了解・了承を示す砕けた外来語表現には「オーライ」が用いられていた。
日本と韓国では OK （オーケーのほかオッケーと発音されることも多い）の意味はやや狭く、英語の all right に近い意味で使われる。またこれらの地域では、親指と人差指で丸を作り、残りの指を立てて示すボディーランゲージが「OK」の意味で用いられる（OKサイン）。この「OKサイン」の形状や誤解から生じたミームについては後述。
中国では OK に近い単語は「好了」で、外国人と会話するときには OK が「好了」の代わりになる（「了」は状態の変化を表す）。また、OK了は合意ができたことを表す。
複数の言語において、パソコンで通知などがあったときに、ユーザがそれについて確認などしたことを表明するボタンの表記が、OK であるものがある。
Unicodeでは2010年リリースのバージョン6.0にて、携帯電話の絵文字の一つとしてU+1F197「SQUARED OK」（🆗）が追加されている。
フランスでは輪の部分がゼロを意味しており「お前は無能だ・素質がゼロだ」という相手を卑下する意味になる。ブラジルでは「自分は危険だぞ」という脅しの意味で使われるという。

## 悪魔崇拝との関連性
OKサインは数字の「6」に見立てたサインともされており、「666」は悪魔崇拝のサインとされている（コルナも参照）。

## インターネット・ミーム
2017年頃、4chanの/pol/板のオルタナ右翼がリベラルをからかうため、手でOKサインをした『カエルのペペ』のミームにあやかって、形が「White Power」の頭文字に見えることから、「OKサインは白人至上主義の象徴」というデマを流布した。これは欧米のメディアでも取り上げられ、OKサイン（であったはずの別の意味を持ったジェスチャー）はレイシズムのジェスチャーという考えが実際に広がっている。
OKサイン（であったジェスチャー）は8chanの投稿者（8channers）が2019年に起こしたクライストチャーチモスク銃乱射事件において犯人が示した特徴的な仕草として話題になった。また、2021年のアメリカ合衆国議会議事堂襲撃事件でも多くの参加者はこのジェスチャーを使った。